# Liga Niezwykłych Dżentelmenów: Czarne Dossier
Liga Niezwykłych Dżentelmenów: Czarne Dossier (ang. The League of Extraordinary Gentlemen: Black Dossier) – to komiks autorstwa Alana Moore’a (scenariusz) i Kevina O’Neilla (rysunki), wydana przez America’s Best Comics (oddział DC Comics) w listopadzie 2007. Chronologicznie jest trzecim albumem w serii, chociaż ze względu na formę oraz wypowiedzi autora należałoby traktować go jako album źródłowy, przedstawiający kulisy serii.

## Fabuła
Akcja rozgrywa się pod koniec lat 50. XX wieku i nawiązuje do powieści George’a Orwella Rok 1984.
Pierwsze wybory po zakończeniu II wojny światowej przynoszą zwycięstwo Partii Pracy, kierowanej przez generała Sir Harolda Whartona. Po przekształceniu w Ingsoc Party ustanawia w Wielkiej Brytanii ustrój totalitarny pod przywództwem tzw. Wielkiego Brata. 27 listopada 1952 roku Sir Harold Wharton, znany jako Wielki Brat umiera, a jego miejsce zajmuje Gerald O’Brien. Jego śmierć w 1958 kończy rządy Wielkiego Brata.
Wilhelmina Muray i Allan Quatermain, obecnie nieśmiertelni po kąpieli w the fire of youth, mają na celu odnalezienie Czarnego Dossier i dostarczenie go do magicznego Blazing World. Z jego pomocą chcą dowiedzieć się, co nowy M (Harry Lime, bohater filmu Trzeci Człowiek) wie na ich temat. Na ich drodze staną agent Jimmy (postać wzorowana na Jamesa Bonda), Emma Night (panieńskie nazwisko Emmy Peel z serialu Rewolwer i melonik) oraz Hugo „Bulldog” Drummond.

## Dodatki
Album zawiera:
- „On the Descent of the Gods”, Olivera Haddo;
- „Life of Orlando”;
- fałszywą sztukę Williama Shakespeare przedstawiającą założenie Ligi przez Prospero;
- rzekomy sequel Fanny Hill Johna Clelanda;
- opowieść Bertie Wooster i Jeeves przedstawiająca jednego z Great Old Ones z opowiadań H.P. Lovecrafta;
- „The Crazy Wide Forever”, krótka historia napisana w stylu Jacka Kerouac;
- mapę the Blazing World i ich lokalizację;
- plany łodzi podwodnej kapitana Nemo – Nautilus Mark II;
- serie pocztówek Miny i Allana, wysłane w latach 1899 – 1913;
- opisy Lig z XX wieku i ich niemieckich oraz francuskich przeciwników.